# Piłka siatkowa na Igrzyskach Panamerykańskich 2019 - turniej mężczyzn
Piłka siatkowa na Igrzyskach Panamerykańskich 2019 - turniej mężczyzn – odbył się w Limie w Peru w dniach 31 lipca-4 sierpnia 2019 roku. Była to siedemnasta edycja turnieju. Wzięło w nim udział 8 zespołów z dwóch konfederacji.

## System rozgrywek
Piłka siatkowa na Igrzyskach Panamerykańskich 2019 - turniej mężczyzn rozgrywany był według poniższego systemu
- W zawodach brało udział 8 zespołów.
- Zespoły zostały podzielone na dwie grupy, w grupach rozgrywki odbywają się systemem "każdy z każdym".
- Przy ustalaniu kolejności zespołów w tabeli decydują: punkty i liczba meczów wygranych, współczynnik punktowy (iloraz punktów zdobytych do straconych), współczynnik setowy (iloraz setów zdobytych do straconych).
- Drużyny z pierwszego i drugiego miejsca w grupie automatycznie awansują do półfinału, drużyny z miejsc trzeciego i czwartego grają mecze o miejsca 5-8.

## Drużyny uczestniczące
| Grupa A                       | Grupa B                                 |
| ----------------------------- | --------------------------------------- |
| Argentyna Kuba Portoryko Peru | Brazylia Chile Stany Zjednoczone Meksyk |

## Faza grupowa
awans do półfinału
     mecze o miejsca 5-8

### Grupa A
Tabela
| Lp. | Drużyna   | Mecze | Mecze | Mecze | Pkt | Małe punkty | Małe punkty | Małe punkty | Sety | Sety | Sety  |
| Lp. | Drużyna   | M     | W     | P     | Pkt | zdob.       | str.        | ratio       | wyg. | prz. | ratio |
| --- | --------- | ----- | ----- | ----- | --- | ----------- | ----------- | ----------- | ---- | ---- | ----- |
| 1   | Kuba      | 3     | 3     | 0     | 15  | 231         | 183         | 1.262       | 9    | 0    | MAX   |
| 2   | Argentyna | 3     | 2     | 1     | 9   | 245         | 214         | 1.145       | 6    | 4    | 1.500 |
| 3   | Portoryko | 3     | 1     | 2     | 5   | 228         | 245         | 0.931       | 4    | 7    | 0.571 |
| 4   | Peru      | 3     | 0     | 3     | 1   | 187         | 249         | 0.751       | 1    | 9    | 0.111 |

Źródło: OSPA
Punktacja: 3:0 – 5 pkt, 3:1 – 4 pkt, 3:2 – 3 pkt, 2:3 – 2 pkt, 1:3 – 1 pkt, 0:3 – 0 pkt
Zasady ustalania kolejności: 1. liczba zwycięstw, 2. liczba punktów, 3. stosunek małych punktów, 4. stosunek setów, 5. bilans w bezpośrednich meczach
Wyniki
| Data  | Godz. | Drużyna 1 | Wynik | Drużyna 2 | 1     | 2     | 3     | 4     | 5 | Widzów | * |
| ----- | ----- | --------- | ----- | --------- | ----- | ----- | ----- | ----- | - | ------ | - |
| 31.07 | 12:30 | Peru      | 1:3   | Portoryko | 14:25 | 20:25 | 25:21 | 11:25 |   |        |   |
| 31.07 | 14:30 | Kuba      | 0:3   | Argentyna | 26:28 | 22:25 | 22:25 |       |   |        |   |
| 01.08 | 12:30 | Peru      | 0:3   | Argentyna | 16:25 | 25:27 | 24:26 |       |   | 3275   |   |
| 01.08 | 14:30 | Kuba      | 3:1   | Portoryko | 25:18 | 25:19 | 25:27 | 25:20 |   | 1700   |   |
| 02.08 | 12:30 | Argentyna | 3:0   | Portoryko | 25:18 | 25:12 | 25:18 |       |   | 2100   |   |
| 02.08 | 14:30 | Peru      | 0:3   | Kuba      | 15:25 | 18:25 | 19:25 |       |   | 3100   |   |

### Grupa B
Tabela
| Lp. | Drużyna           | Mecze | Mecze | Mecze | Pkt | Małe punkty | Małe punkty | Małe punkty | Sety | Sety | Sety  |
| Lp. | Drużyna           | M     | W     | P     | Pkt | zdob.       | str.        | ratio       | wyg. | prz. | ratio |
| --- | ----------------- | ----- | ----- | ----- | --- | ----------- | ----------- | ----------- | ---- | ---- | ----- |
| 1   | Brazylia          | 3     | 3     | 0     | 11  | 303         | 260         | 1.165       | 9    | 4    | 2.250 |
| 2   | Chile             | 3     | 2     | 1     | 9   | 263         | 266         | 0.989       | 7    | 5    | 1.400 |
| 3   | Stany Zjednoczone | 3     | 1     | 2     | 8   | 252         | 270         | 0.933       | 6    | 6    | 1.000 |
| 4   | Meksyk            | 3     | 0     | 3     | 2   | 246         | 268         | 0.918       | 2    | 9    | 0.222 |

Źródło: OSPA
Punktacja: 3:0 – 5 pkt, 3:1 – 4 pkt, 3:2 – 3 pkt, 2:3 – 2 pkt, 1:3 – 1 pkt, 0:3 – 0 pkt
Zasady ustalania kolejności: 1. liczba zwycięstw, 2. liczba punktów, 3. stosunek małych punktów, 4. stosunek setów, 5. bilans w bezpośrednich meczach
Wyniki
| Data  | Godz. | Drużyna 1         | Wynik | Drużyna 2 | 1     | 2     | 3     | 4     | 5    | Widzów | * |
| ----- | ----- | ----------------- | ----- | --------- | ----- | ----- | ----- | ----- | ---- | ------ | - |
| 31.07 | 18:30 | Stany Zjednoczone | 1:3   | Chile     | 17:25 | 17:25 | 25:17 | 22:25 |      | 2100   |   |
| 31.07 | 20:30 | Brazylia          | 3:1   | Meksyk    | 25:23 | 25:19 | 22:25 | 25:22 |      | 2000   |   |
| 01.08 | 18:30 | Stany Zjednoczone | 3:0   | Meksyk    | 26:24 | 25:22 | 25:23 |       |      | 2000   |   |
| 01.08 | 20:30 | Brazylia          | 3:1   | Chile     | 25:18 | 22:25 | 25:16 | 25:17 |      | 2000   |   |
| 02.08 | 18:30 | Meksyk            | 1:3   | Chile     | 25:20 | 21:25 | 22:25 | 20:25 |      | 4100   |   |
| 02.08 | 20:30 | Stany Zjednoczone | 2:3   | Brazylia  | 25:23 | 25:21 | 17:25 | 19:25 | 9:15 | 2765   |   |

## Mecze o miejsca 5-8

### Mecz o 7 miejsce
| Data  | Godz. | Drużyna 1 | Wynik | Drużyna 2 | 1     | 2     | 3     | 4     | 5 | Widzów | * |
| ----- | ----- | --------- | ----- | --------- | ----- | ----- | ----- | ----- | - | ------ | - |
| 03.08 | 12:30 | Peru      | 1:3   | Meksyk    | 25:27 | 24:26 | 27:25 | 13:25 |   | 3100   |   |

### Mecz o 5 miejsce
| Data  | Godz. | Drużyna 1 | Wynik | Drużyna 2         | 1     | 2     | 3     | 4     | 5    | Widzów | * |
| ----- | ----- | --------- | ----- | ----------------- | ----- | ----- | ----- | ----- | ---- | ------ | - |
| 03.08 | 14:30 | Portoryko | 3:2   | Stany Zjednoczone | 22:25 | 25:21 | 25:22 | 20:25 | 15:8 | 1800   |   |

## Faza finałowa
|  |           |           |           |                   |   |       |       |       |
|  | Półfinały | Półfinały | Półfinały |                   |   | Finał | Finał | Finał |
|  | Półfinały | Półfinały | Półfinały |                   |   | Finał | Finał | Finał |
|  |           |           |           |                   |   |       |       |       |
|  |           |           |           |                   |   |       |       |       |
|  | Brazylia  | Brazylia  | 0         |                   |   |       |       |       |
|  | Brazylia  | Brazylia  | 0         |                   |   |       |       |       |
|  | Kuba      | Kuba      | 3         |                   |   |       |       |       |
|  | Kuba      | Kuba      | 3         |                   |   | Kuba  | Kuba  | 0     |
|  |           |           |           |                   |   | Kuba  | Kuba  | 0     |
|  |           |           | Argentyna | Argentyna         | 3 |       |       |       |
|  | Argentyna | Argentyna | Argentyna | Argentyna         | 3 | 3     |       |       |
|  | Argentyna | Argentyna |           |                   |   |       |       |       |
|  | Chile     | Chile     | 1         |                   |   |       |       |       |
|  | Chile     | Chile     | 1         | Mecz o 3. miejsce |   |       |       |       |
|  |           |           |           |                   |   |       |       |       |
|  |           |           |           |                   |   |       |       |       |
|  |           |           |           |                   |   |       |       |       |
|  | Brazylia  | Brazylia  | 3         |                   |   |       |       |       |
|  | Brazylia  | Brazylia  | 3         |                   |   |       |       |       |
|  | Chile     | Chile     | 0         |                   |   |       |       |       |
|  | Chile     | Chile     | 0         |                   |   |       |       |       |

### Półfinały
| Data  | Godz. | Drużyna 1 | Wynik | Drużyna 2 | 1     | 2     | 3     | 4     | 5 | Widzów | * |
| ----- | ----- | --------- | ----- | --------- | ----- | ----- | ----- | ----- | - | ------ | - |
| 03.08 | 18:30 | Brazylia  | 0:3   | Kuba      | 16:25 | 22:25 | 21:25 |       |   | 4525   |   |
| 03.08 | 20:30 | Argentyna | 3:1   | Chile     | 25:21 | 23:25 | 28:26 | 25:17 |   | 4000   |   |

### Mecz o 3. miejsce
| Data  | Godz. | Drużyna 1 | Wynik | Drużyna 2 | 1     | 2     | 3     | 4 | 5 | Widzów | * |
| ----- | ----- | --------- | ----- | --------- | ----- | ----- | ----- | - | - | ------ | - |
| 04.08 | 18:00 | Brazylia  | 3:0   | Chile     | 25:12 | 25:19 | 25:21 |   |   | 4250   |   |

### Finał
| Data  | Godz. | Drużyna 1 | Wynik | Drużyna 2 | 1     | 2     | 3     | 4 | 5 | Widzów | * |
| ----- | ----- | --------- | ----- | --------- | ----- | ----- | ----- | - | - | ------ | - |
| 04.08 | 21:00 | Kuba      | 0:3   | Argentyna | 20:25 | 17:25 | 20:25 |   |   | 4527   |   |

## Nagrody indywidualne
| MVP           | Najlepszy atakujący | Najlepsi środkowi         | Najlepszy rozgrywający | Najlepsi przyjmujący                             | Najlepszy libero   |
| ------------- | ------------------- | ------------------------- | ---------------------- | ------------------------------------------------ | ------------------ |
| Nicolas Bruno | Maurice Torres      | Roamy Alonso Liván Osoria | Matías Sánchez         | Vicente Parraguirre Carlos Eduardo Barreto Silva | Sebastian Castillo |

## Klasyfikacja końcowa
| Miejsce | Reprezentacja     |
| ------- | ----------------- |
| złoto   | Argentyna         |
| srebro  | Kuba              |
| brąz    | Brazylia          |
| 4       | Chile             |
| 5       | Portoryko         |
| 6       | Stany Zjednoczone |
| 7       | Meksyk            |
| 8       | Peru              |